# 永不放弃你
永不放弃你是英國男歌手理查德·艾斯利演唱，史塔克·艾特肯·瓦特爾曼创作的歌曲，並作為理查德首张個人专辑《每當你孤獨時》的首支单曲，由RCA唱片於1987年7月27日發行。永不放弃你是當年全球最熱門的歌曲之一，歌曲成功登上各國音樂排行榜，獲得美國、澳大利亞、比利時、加拿大、丹麥、荷蘭、南非、瑞典等25國音樂排行榜冠軍位置。在英國，歌曲蟬聯英國單曲排行榜5周冠軍，榮獲1988年全英音樂獎「最佳英國單曲（Best British Single）」。截至2018年，本作在英國售出超過百萬份，獲得英国唱片业协会白金唱片認證。
進入網路時代，伴隨著網路迷因「瑞克搖」的興起，永不放弃你開始受到大眾矚目，這種透過超連結實現的網路釣魚惡作劇風潮在2008年達到最高峰。包含《運動畫刊》、LiveJournal以及YouTube都在瑞克搖，歌曲甚至因此回歸英國單曲排行榜；瑞克還獲頒MTV歐洲音樂大獎「史上最佳藝人（Best Act Ever）」。根據SurveyUSA的調查，推估至少有多達1800萬名美國人在2008年4月以前遭受「瑞克搖」惡作劇。

## 製作

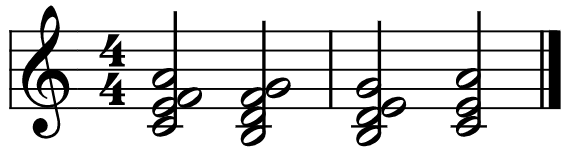
该曲和弦以王道和弦为基础

永不放弃你時長3分32秒，是首白人靈魂樂的流行舞曲。它以D大調創作，每分鐘120拍，瑞克的音域範圍位在A4至A5。歌曲在南倫敦的PWL工作室錄製，由麥克·史塔克、彼得·瓦特爾曼和馬修·艾特肯共同創作。除了使用原聲吉他與鋼琴，歌曲也採用大量音樂合成器，例如低音声部使用山葉公司的Yamaha DX7製作，鼓聲使用Linn 9000製作。

## 商業成績
永不放弃你是當年全球最熱門的歌曲之一。在英國，歌曲蟬聯英國單曲排行榜5周冠軍，同年獲得英國唱片業協會金唱片認證。截至2018年永不放弃你售出超過一百萬份，獲得白金唱片認證，是瑞克·艾斯里最暢銷的單曲。
除了英國，歌曲也成功登上各國音樂排行榜。包含美國《告示牌》百强单曲榜、澳大利亚唱片业协会榜、德國官方單曲榜以及南非跳羚電台等25國音樂排行榜冠軍位置。

## 瑞克搖與影響

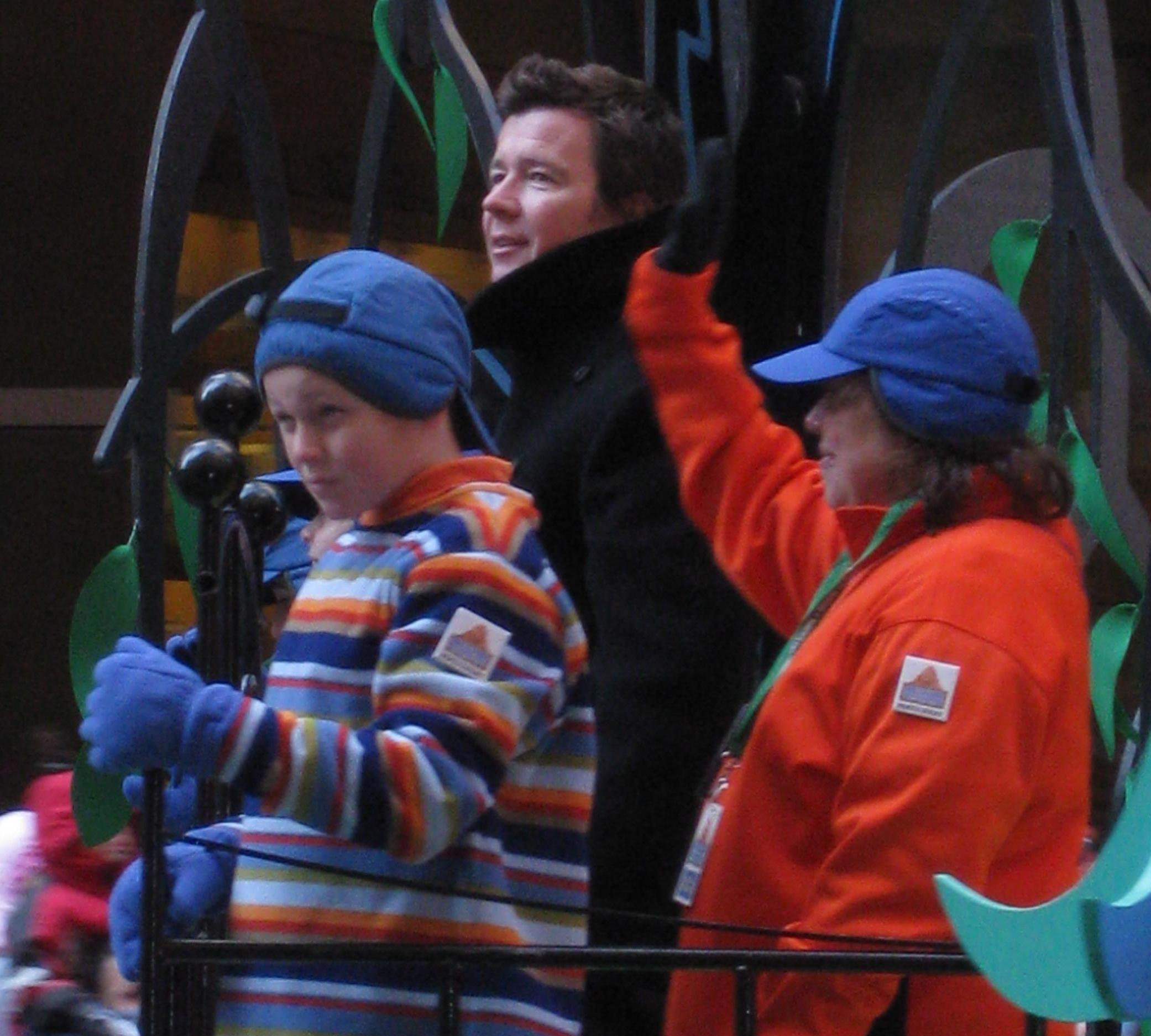
瑞克·艾斯里於2008年梅西感恩节大游行中「瑞克搖」

「瑞克搖」（Rickroll）是透過超連結進行的網路釣魚惡作劇，藉由聳動標題吸引人點擊或是在一段影片中插入永不放弃你的音樂錄影帶片段，其歷史最早可以追溯到2007年。當時有一名用戶在4chan的/v/版（意旨，電子遊戲）上發布一篇名為「《俠盜獵車手IV》首支預告片」的文章，由於當時太多人想看預告片導致官網崩潰。這篇有著《俠盜獵車手IV》首支預告片的文章無疑吸引大量網友點擊；然而點進連結卻不是《俠盜獵車手IV》的預告片，反而是永不放弃你的音樂錄影帶，自此「瑞克搖」惡作劇開始流傳開來。
2008年是「瑞克搖」惡作劇風潮的最高峰。山達基教會的示威者使用永不放弃你來抗議、因為觀眾票選，紐約大都會球隊在球場上播放了歌曲、演唱歌曲的快閃活動出現於利物浦街車站、YouTube在愚人節當天讓所有精選影片（Featured Videos）都導向永不放弃你的音樂錄影帶。《運動畫刊》及LiveJournal都對其用戶進行「瑞克搖」，在2008年的梅西感恩节大游行，瑞克·艾斯里從《親親麻吉》的造型花車走出，表演永不放弃你。瑞克還獲頒MTV歐洲音樂大獎「史上最佳藝人（Best Act Ever）」，即使瑞克一開始並沒有出現在提名名單。根據SurveyUSA的調查，估計至少有多達1800萬名美國人在2008年4月以前遭受「瑞克搖」惡作劇。
「瑞克搖」被譽為是最偉大的網路迷因及惡作劇之一，《赫芬顿邮报》與《个人电脑世界》將其列為2000年代最佳迷因之一，但CNET將「瑞克搖」列為「（十年內）網路上最討厭的東西」第5名。瑞克接受採訪表示：「這就是網路的神奇之處」。
時至今日，「瑞克搖」的影響力仍在。例如HBO電視影集《西部世界》發布第二季預告片，但內容卻是演員唱著永不放弃你、華特迪士尼影業的《無敵破壞王2：網路大暴走》電影最後顯示將放映《冰雪奇緣2》的預告片，但卻是雷夫在跳舞畫面、《堡垒之夜》新增了永不放弃你表情。

## 音樂錄影帶
永不放弃你的音樂錄影帶（MV）由英國导演西蒙·韦斯特指導，於1987年在倫敦西路高架道（Westway）附近的教堂拍攝。這是瑞克首部，在裡瑞克穿著自己的衣服，和其他舞者一起跳著80年代標誌性的舞蹈動作。其中瑞克在裡身穿的長板白色雨衣在北愛爾蘭的一場廣播節目遭竊。
2021年7月29日，永不放弃你在YouTube上的MV達到十億觀看。這是繼迈克尔·杰克逊的比利·珍、枪与玫瑰的Sweet Child o' Mine、阿哈合唱團的帶我走後，第四首達成此成就的80年代歌曲。
2022年8月16日，保險公司CSAA Insurance Group以「永不放棄客戶」為宣傳主題復刻這支MV。這次重製不僅保留了原始MV的經典元素，還讓理查德·艾斯利本人親自參與，重新演繹了他當年的舞蹈動作和造型。

## 曲目列表
| 7英寸單曲 | 7英寸單曲 | 7英寸單曲 |
| 曲序      | 曲目      | 时长      |
| --------- | --------- | --------- |
| 1.        |           | 3:32      |
| 2.        |           | 3:30      |

| 12英寸單曲 | 12英寸單曲 | 12英寸單曲 |
| 曲序       | 曲目       | 时长       |
| ---------- | ---------- | ---------- |
| 1.         |            | 5:46       |
| 2.         |            | 6:19       |
| 3.         |            | 3:31       |
| 4.         |            | 7:01       |
| 5.         |            | 6:23       |

| Never Gonna Give You Up / Together Forever (Lovers Leap Remix) | Never Gonna Give You Up / Together Forever (Lovers Leap Remix) | Never Gonna Give You Up / Together Forever (Lovers Leap Remix) |
| 曲序                                                           | 曲目                                                           | 时长                                                           |
| -------------------------------------------------------------- | -------------------------------------------------------------- | -------------------------------------------------------------- |
| 1.                                                             |                                                                | 3:32                                                           |
| 2.                                                             |                                                                | 3:37                                                           |
| 3.                                                             |                                                                | 3:33                                                           |
| 4.                                                             |                                                                | 3:34                                                           |

## 榜單表現
| 排行榜（1987–88年）                | 最高排名 |
| ---------------------------------- | -------- |
| 澳洲（澳大利亚唱片业协会單曲榜）   | 1        |
| 奧地利（Ö3四十強單曲榜）           | 4        |
| 比利时佛兰德（Ultratop單曲榜）     | 1        |
| 加拿大（《The Record》）           | 1        |
| 加拿大（《RPM》成人當代榜）        | 1        |
| 加拿大（《RPM》熱門單曲榜）        | 1        |
| 丹麥（Tracklisten）                | 1        |
| 芬蘭（芬蘭官方單曲榜）             | 1        |
| 法國（法國唱片出版業公會單曲榜）   | 6        |
| 西德（德國官方單曲榜）             | 1        |
| 冰島（Íslenski listinn）           | 2        |
| 冰島（RÚV）                        | 5        |
| 愛爾蘭（愛爾蘭唱片音樂協會单曲榜） | 2        |
| 義大利（意大利音乐产业联盟）       | 3        |
| 荷蘭（荷蘭四十強單曲榜）           | 1        |
| 荷蘭（百強單曲榜）                 | 1        |
| 紐西蘭（紐西蘭唱片業協會單曲榜）   | 1        |
| 挪威（VG-lista單曲榜）             | 1        |
| 南非（跳羚電台）                   | 1        |
| 西班牙（西班牙音像製品協會）       | 1        |
| 瑞典（瑞典最熱榜）                 | 1        |
| 瑞士（瑞士热门音乐榜）             | 2        |
| 英國（官方榜单公司單曲榜）         | 1        |
| 美國（Billboard Hot 100）          | 1        |
| 美國（《告示牌》當代成人單曲榜）   | 1        |
| 美國（《告示牌》舞曲夜店歌曲榜）   | 1        |
| 美國（《告示牌》舞曲單曲銷售榜）   | 1        |
| 美國（《錢櫃》百大單曲榜）         | 1        |
| 辛巴威（ZIMA）                     | 1        |
| 周榜單（2008年）                   | 最高排名 |
| 英國（官方榜单公司單曲榜）         | 73       |

| 排行榜（1987年）                        | 排名 |
| --------------------------------------- | ---- |
| 比利时佛兰德（Ultratop單曲榜）          | 7    |
| 法國（法國唱片出版業公會）              | 39   |
| 西德（德國官方單曲榜）                  | 14   |
| 義大利（意大利音乐产业联盟）            | 13   |
| 荷蘭（荷蘭四十強單曲榜）                | 6    |
| 荷蘭（百強單曲榜）                      | 5    |
| 瑞士（瑞士熱門音樂榜）                  | 20   |
| 英國（官方榜單公司單曲榜）              | 1    |
| 排行榜（1988年）                        | 排名 |
| 澳洲（澳大利亚唱片业协会單曲榜）        | 8    |
| 南非（跳羚電台）                        | 1    |
| 美國（Billboard Hot 100）               | 4    |
| 美國（《告示牌》Top Adult Contemporar） | 8    |
| 美國（《錢櫃》）                        | 2    |

| 排行榜                     | 排名 |
| -------------------------- | ---- |
| 英國（官方榜單公司單曲榜） | 169  |
| 美國（Billboard Hot 100）  | 449  |

## 銷售認證
| 國家或地區                                                                   | 認證    | 銷量       |
| ---------------------------------------------------------------------------- | ------- | ---------- |
| 澳大利亞（澳大利亞唱片業協會）                                               | 金      | 35,000^    |
| 加拿大（加拿大音樂協會）                                                     | 金      | 50,000^    |
| 丹麥（國際唱片業協會丹麥分會）                                               | 白金    | 90,000‡    |
| 法國（法國唱片出版業公會）                                                   | 銀      | 267,000^   |
| 德國（聯邦音樂產業協會）                                                     | 金      | 250,000^   |
| 義大利（義大利音樂產業聯盟）                                                 | 金      | 35,000‡    |
| 荷蘭（荷蘭音像製品製作與進口協會）                                           | 白金    | 100,000^   |
| 瑞典（瑞典唱片業協會）                                                       | 金      | 25,000^    |
| 英國（英國唱片業協會）                                                       | 白金    | 1,002,000^ |
| 美國（美國唱片業協會）                                                       | 5× 白金 | 5,000,000‡ |
| - ^僅含認證的出貨量 - ‡僅含認證的串流媒體+實際銷量 - †僅含認證的串流媒體銷量 |         |            |

## 翻唱
- 香港粵語版一廂情願，由呂珊演唱，陳少琪填詞（1988年）[94]